# King of the Mountain match

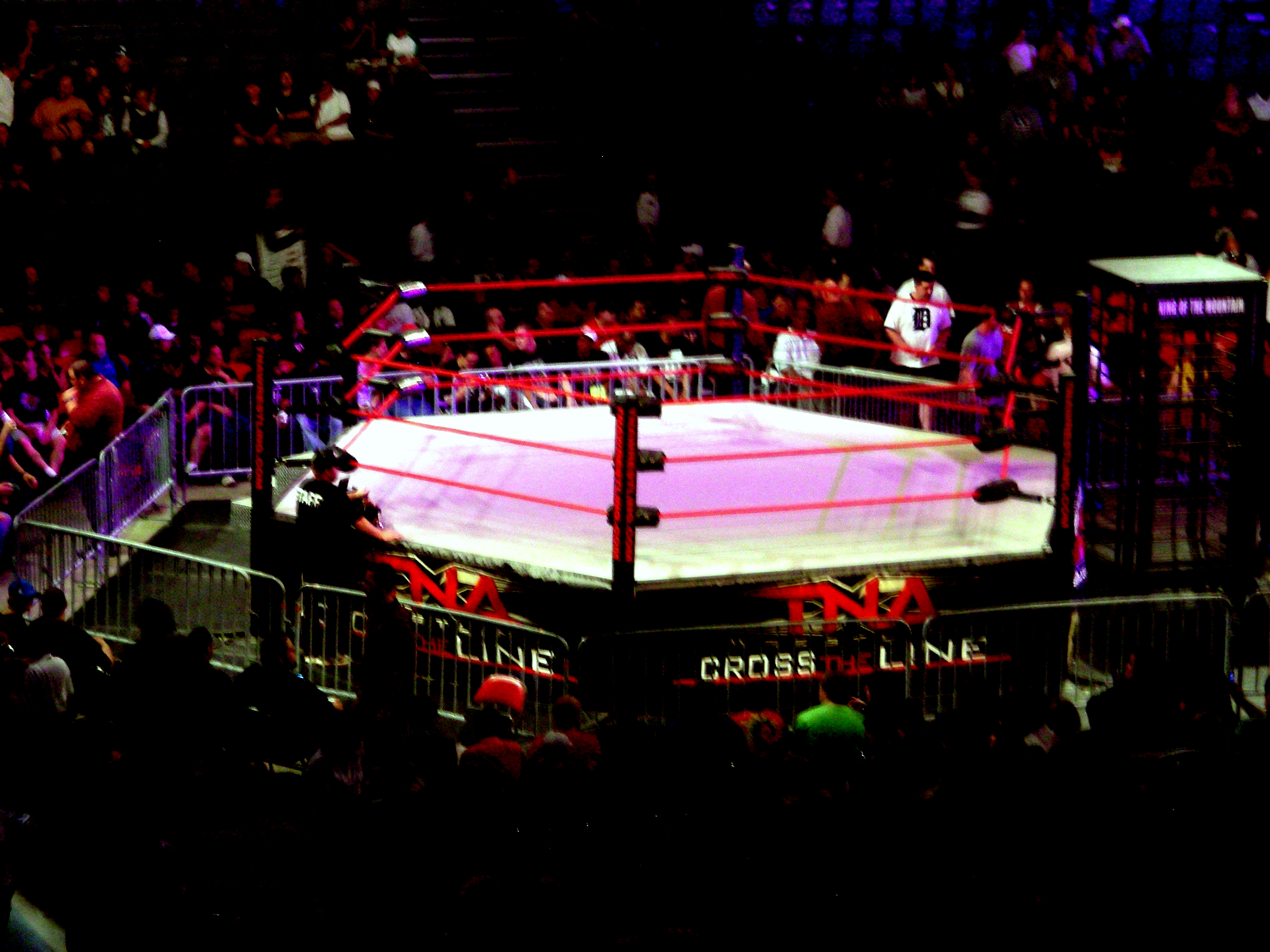
Il ring TNA prima di un King of the Mountain match con la gabbia sulla destra.

Il King of the Mountain match è un incontro di wrestling esclusivo della Total Nonstop Action Wrestling/Impact Wrestling dove cinque concorrenti si contendono il titolo in palio.

## Storia
Nel 2004 fu una semplice edizione pay-per-view tenutasi a Nashville nel Tennessee e divenne un incontro inserito nel pay-per-view annuale di Slammiversary dal 2005 al 2009 per poi essere sospeso fino al 2014. 

Fu di nuovo inserito nel pay-per-view Slammiversary 2015 di giugno e fece il suo ritorno con la novità del TNA King of the Mountain Championship inserita nelle puntate di Impact. 

Del King of the Mountain match ci fu anche un'edizione inserita nella puntata di Impact! del 2008.

## Formato
In genere l'accesso a questo match può avvenire tramite incontri preliminari e definibili con qualsiasi stipulazione mentre in questo match non ci sono squalifiche o countout. 
Cinque concorrenti iniziano il match come "ineleggibili" e per diventare "eleggibili" devono combattere tra di loro fino a schienare o sottomettere un avversario. Chi viene schienato o sottomesso sconta una penalità restando chiuso per due minuti in una gabbia situata a bordo ring. Chi entra nella gabbia può combattere con un avversario anch'esso rinchiuso oppure formare un'alleanza e, una volta scontati i due minuti il lottatore può uscire e riprendere a combattere. Solo chi schiena o sottomette un avversario può passare alla seconda fase e chi viene schienato o sottomesso, una volta scontata la penalità, può riprendere a lottare cercando di schienare o sottomettere a sua volta. 

Nella seconda fase, i lottatori "eleggibili" devono prendere la cintura in palio (tenuta a bordo ring da un ufficiale di Impact) e, con l'aiuto di una scala, devono cercare di fissarla ad un gancio che pende dall'alto al centro del ring senza permettere agli altri quattro lottatori di interferire. 

Posizionata la cintura e ottenuto che nessun altro lottatore cerchi di prenderla questa viene presa dall'arbitro e riconsegnata all'ufficiale di Impact.
Il King of the Mountain match è considerato il naturale contrario dei tradizionali ladder match in quanto i concorrenti tentano di agganciare la cintura, invece di recuperarla.

## Edizioni
A differenza di molti altri match, nel King of the Mountain match non si vince una cintura bensì il diritto di sfidarne il detentore in un successivo match.
| Nr.              | Match                                                                            | Stipulazioni                                                                                             | Evento             | Data e Luogo                         |
| ---------------- | -------------------------------------------------------------------------------- | --- | ------------------ | ------------------------------------ |
| I                | Jeff Jarrett sconfigge Ron Killings (c), A.J. Styles, Raven e Chris Harris       | King of the Mountain match per il titolo NWA World Heavyweight Championship                              | TNA Weekly PPV 97  | 2 giugno 2004 Nashville, TN          |
| II               | Raven sconfigge A.J. Styles (c), Monty Brown, Abyss e Sean Waltman               | King of the Mountain match per il titolo NWA World Heavyweight Championship                              | Slammiversary 2005 | 19 giugno 2005 Orlando, FL           |
| III              | Jeff Jarrett sconfigge Christian Cage (c), Abyss, Ron Killings e Sting           | King of the Mountain match per il titolo NWA World Heavyweight Championship                              | Slammiversary 2006 | 18 giugno 2006 Orlando, FL           |
| IV               | Kurt Angle sconfigge Samoa Joe, A.J. Styles, Christian Cage e Chris Harris       | King of the Mountain match per decretare il primo TNA World Heavyweight Championship                     | Slammiversary 2007 | 17 giugno 2007 Nashville, TN         |
| V (X Division)   | Kaz sconfigge Chris Sabin, Curry Man, Jimmy Rave e Johnny Devine                 | King of the Mountain match per ottenere un match valido per il titolo TNA World Heavyweight Championship | TNA Impact!        | 5 giugno 2008 Orlando, FL            |
| VI               | Samoa Joe (c) sconfigge Robert Roode, Booker T, Rhyno e Christian Cage           | King of the Mountain match per il titolo TNA World Heavyweight Championship                              | Slammiversary 2008 | 8 giugno 2008 Southaven, MS          |
| VII (X Division) | Suicide (c) sconfigge Jay Lethal, Consequences Creed, Chris Sabin e Alex Shelley | King of the Mountain match per il titolo TNA X Division Championship                                     | Slammiversary 2009 | 21 giugno 2009 Auburn Hills, MI      |
| VIII             | Kurt Angle sconfigge Mick Foley (c), Jeff Jarrett, A.J. Styles e Samoa Joe       | King of the Mountain match per il titolo TNA World Heavyweight Championship                              | Slammiversary 2009 | 21 giugno 2009 Auburn Hills, MI      |
| IX               | Jeff Jarrett sconfigge Matt Hardy, Eric Young, Drew Galloway e Bobby Roode       | King of the Mountain match per il titolo TNA King of the Mountain Championship (riattivato)              | Slammiversary 2015 | 28 giugno 2015 Orlando, FL           |
| X                | PJ Black sconfigge Lashley, Chris Mordetzky, Eric Young e Robbie E               | King of the Mountain match per il titolo TNA King of the Mountain Championship (vacante)                 | Impact Wrestling   | 12 agosto 2015 Orlando, FL           |
| XI               | Eric Young (c) sconfigge Will Ospreay, Big Damo, Bram e Jimmy Havoc              | King of the Mountain match per il titolo TNA King of the Mountain Championship                           | Impact Wrestling   | 8 marzo 2016 Birmingham, Inghilterra |
| XII              | Bram (c) sconfigge Eli Drake, Andrew Everett, Jessie Godderz e Robbie E          | King of the Mountain match per il titolo TNA King of the Mountain Championship                           | Impact Wrestling.  | 22 aprile 2016 Orlando, FL           |

## Risultati
Nel corso delle edizioni il titolo in palio nell'incontro successivo è variato:
- Nelle prime tre edizioni (dal 2004 al 2007) era ancora in atto l'accordo NWA-TNA e il titolo da cui la sfida era posseduto dall'NWA
- Nelle successive tre (2007 - 2008) il titolo da sfidare fu il TNA World Heavyweight Championship
- Nella prima edizione del 2009 il titolo da sfidare fu il TNA X Division Championship
- Nella successiva edizione (2009) il titolo da sfidare fu di nuovo il TNA World Heavyweight Championship
- Dal 2015 al 2016 il nuovo titolo da sfidare fu il TNA King of the Mountain Championship, successivamente disattivato dall'allora presidente della TNA e musicista Billy Corgan

### Elenco dei vincitori
| Lottatore                     | Anno | Premio                                                                      |
| ----------------------------- | ---- | --------------------------------------------------------------------------- |
| Jeff Jarrett                  | 2004 | Ottiene un match valido per il titolo NWA World Heavyweight Championship    |
| Raven                         | 2005 | Ottiene un match valido per il titolo NWA World Heavyweight Championship    |
| Jeff Jarrett                  | 2006 | Ottiene un match valido per il titolo NWA World Heavyweight Championship    |
| Kurt Angle                    | 2007 | Ottiene un match valido per il titolo TNA World Heavyweight Championship    |
| Kaz (campione X Division)     | 2008 | Ottiene un match valido per il titolo TNA World Heavyweight Championship    |
| Samoa Joe                     | 2008 | Ottiene un match valido per il titolo TNA World Heavyweight Championship    |
| Suicide (campione X Division) | 2009 | Ottiene un match valido per il titolo TNA X Division Championship           |
| Kurt Angle                    | 2009 | Ottiene un match valido per il titolo TNA World Heavyweight Championship    |
| Jeff Jarrett                  | 2015 | Ottiene un match valido per il titolo TNA King of the Mountain Championship |
| PJ Black                      | 2015 | Ottiene un match valido per il titolo TNA King of the Mountain Championship |
| Eric Young                    | 2016 | Ottiene un match valido per il titolo TNA King of the Mountain Championship |
| Bram                          | 2016 | Ottiene un match valido per il titolo TNA King of the Mountain Championship |

## Statistiche
- Jeff Jarrett è il vincitore di tre King of the Mountain match ottenuti in quattro partecipazioni.
- Kurt Angle e Frankie Kazarian sono i vincitori di due King of the Mountain match in altrettante partecipazioni.
- Frankie Kazarian in una delle due partecipazioni vestì i panni di Suicide.
- A.J. Styles detiene il record di partecipazioni (quattro) e altrettante sconfitte.

### Elenco dei partecipanti
| Lottatore                  | Vittorie | Match disputati |
| -------------------------- | -------- | --------------- |
| Jeff Jarrett               | 3        | 4               |
| Kurt Angle                 | 2        | 2               |
| Kaz (Frankie Kazarian)     | 1        | 1               |
| Suicide (Frankie Kazarian) | 1        | 1               |
| PJ Black                   | 1        | 1               |
| Raven                      | 1        | 2               |
| Bram                       | 1        | 2               |
| Samoa Joe                  | 1        | 3               |
| Eric Young                 | 1        | 3               |
| Monty Brown                | 0        | 1               |
| Sean Waltman               | 0        | 1               |
| Sting                      | 0        | 1               |
| Curry Man                  | 0        | 1               |
| Jimmy Rave                 | 0        | 1               |
| Johnny Devine              | 0        | 1               |
| Booker T                   | 0        | 1               |
| Rhino                      | 0        | 1               |
| Jay Lethal                 | 0        | 1               |
| Consequences Creed         | 0        | 1               |
| Alex Shelley               | 0        | 1               |
| Mick Foley                 | 0        | 1               |
| Matt Hardy                 | 0        | 1               |
| Drew Galloway              | 0        | 1               |
| Lashley                    | 0        | 1               |
| Chris Mordetzky            | 0        | 1               |
| Will Ospreay               | 0        | 1               |
| Big Damo                   | 0        | 1               |
| Jimmy Havoc                | 0        | 1               |
| Eli Drake                  | 0        | 1               |
| Andrew Everett             | 0        | 1               |
| Jessie Godderz             | 0        | 1               |
| Ron Killings               | 0        | 2               |
| Abyss                      | 0        | 2               |
| Chris Harris               | 0        | 2               |
| Chris Sabin                | 0        | 2               |
| Robert/Bobby Roode         | 0        | 2               |
| Robbie E                   | 0        | 2               |
| Christian Cage             | 0        | 3               |
| A.J. Styles                | 0        | 4               |